# Tank Troopers
Tank Troopers es un shooter de acción en tercera persona con tanques desarrollado y distribuido por Nintendo, con ayuda de Vitei, para la Nintendo 3DS. El juego fue lanzado en la eShop de la 3DS en Japón en diciembre de 2016, y a nivel mundial dos meses después.

## Jugabilidad
Tank Troopers es un shooter de acción en tercera persona donde los jugadores controlarán un tanque personalizable, cada uno con su habilidad o característica única. El juego incluye más de 30 tanques para elegir, y cuenta con un modo multijugador local inalámbrico donde hasta seis jugadores lucharán entre sí en batallas por equipo o todos contra todos. El juego también incluye un modo de un jugador, contando con 30 niveles diferentes, cada uno con un desafío único.

## Recepción y legado
Nintendo World Report le dio a Tank Troopers un puntaje de 8 de 10. El personal sintió que la carencia de multijugador en línea era «desconcertante», pero elogió la jugabilidad además de los controles sensibles y fluidos, afirmando que sería «un gran aporte a la biblioteca de la Nintendo 3DS de cualquier gamer».
Nintendo Life reseñó el juego, puntuándolo 6 de 10 estrellas, diciendo que «el problema es que, a pesar de las bases sólidas, el título se queda corto simplemente porque no ofrece ninguna funcionalidad en línea».
La revista japonesa de videojuegos Famitsu le dio un puntaje de 32 de 40, llamándolo un juego muy divertido y simple con un gran multijugador local inalámbrico. No haber tenido multijugador en línea fue la crítica más común.
Destructoid le dio al juego un 6 de 10, señalando que «tienes cinco amigos cercanos que también tienen una Nintendo 3DS, y todos están interesados en jugar Tank Troopers, ve y cómpralo porque eres el único tipo de gamer que lo disfrutará al máximo. Para el resto, es fácilmente evitable».
De acuerdo con el fundador de Vitei, Giles Goddard, en una entrevista con MinnMax, el estudio desarrolló una versión de Nintendo Switch de Tank Troopers que fue cancelada. Goddard menciona que el motor de renderizado de Vitei es lo que hizo que la versión de Switch fuese posible. La tecnología era multiplataforma y podía escalar fácilmente, permitiéndole al equipo de desarrollo reducir la resolución en caso de ser necesario.
A fines del 2021, un juego de Nintendo 3DS desarrollado por Butterfly llamado Gal Galaxy Pain incluyó un texto críptico desbloqueable que rinde homenaje a Tank Troopers y dos de sus personajes.